# 粛宗 (朝鮮王)
粛宗（スクチョン、しゅくそう、1661年9月8日 - 1720年7月13日）は、李氏朝鮮の第19代国王。諱は焞（スン、순）。子女に景宗・英祖など。

## 生涯
1661年8月15日（旧暦）に生まれ、1667年に王世子に冊封、1674年8月に14歳で朝鮮国王に即位する。垂簾聴政を受けず、直接国を統治した。
粛宗が朝鮮を治めた期間は、朝鮮建国以来、党争が最も激しい時期だった。在位中に南人と西人の党派対立関係が激しくなり、1680年、南人の専横に歯止めをかけたい粛宗が南人を大量に追放した庚申換局を契機に、西人が老論と少論に分裂してこれらも互いに党派争いをするようになった。そしてある党派が違う党派を完全に追い出して一党による政治、換局政治が主たる現象となった。
粛宗の治世はさまざまな政治論争で一日も静かな日はなかった。仁顕王后を中心にする西人と禧嬪張氏を中心にする南人が対立した。仁顕王后と結婚してから6年以上子供が生まれなかったので、後宮である禧嬪張氏が生んだ王子を王世子に冊封する問題で、南人と西人がひどく対立した。結局西人が流配されたり殺されたりして、仁顕王后が廃位される己巳換局が1689年に起きた。この事件で禧嬪張氏は1690年10月22日に王妃となり、彼女の息子は王世子に冊封され、南人が政権を独占するようになった。しかし、南人政権の期間も長続きせず、1694年甲戌換局で反転された。その頃粛宗は王妃張氏に対して良くない感情を抱くようになり、仁顕王后を廃位させたことを後悔していた。仁顕王后復位を計画した西人は南人によって監獄に閉じこめられていたが、粛宗は南人を朝廷より追放して西人を政権につけ、1694年4月12日、王妃張氏を嬪に降格、かくして仁顕王后は王妃に復位した。復位6年後に仁顕王后が亡くなると、仁顕王后を呪ったとして1701年10月10日、禧嬪張氏は賜薬により処刑された。
しかし、党争は西人と南人の対立で止まず、西人が老論と少論に分離して対立するようになった。
粛宗は、さまざまな党派争いで弱くなった王権を回復し、勢力が強い朋党の力を弱化させるために、政権党を入れ替える「換局」を3度行った。そのために粛宗の治世を“換局政治”と称することもある。粛宗は換局によって朋党内の対立を触発、臣下間の政争を激化させると同時に王権を強化して国王に対する忠誠心を誘導した。そしてこのような換局政治を通じて強化された王権を土台に、民生安定と経済発展に相当な業績を残した。
粛宗はまず、光海君以後実施して来た大同法を慶尚道と黄海道まで拡大させ、初めて全国的に実施するようになった。そしてこの時から活発になり始めた商業活動を支援するために常平通宝を作り、広く使用するように奨励した。そして文禄・慶長の役と丙子の乱以後、混乱から脱け出すことができなかった社会を全般的に収め、整備して安定期を謳歌する政治功績を残した。
後世、19世紀のハングル文学では、粛宗の治世の「李氏朝鮮史上最も平和でのんきだった時代」というイメージから、「粛宗大王好時節に（숙종대왕 호시절에）」という書き出しが決まり文句のように用いられていたが、実際には長い治世の間を見ると、1695年～1699年に悲惨な大飢饉（乙丙大飢饉）が発生するなど、必ずしも全体的に平和だったとは言い切れない面もある。
また清と国境紛争が起きると、交渉して1712年咸鏡道観察使李善溥に白頭山山頂に定界碑を建てさせ、国境を定めたりした。そして日本に派遣した通信使（朝鮮通信使）に幕府と交渉させ、日本人の竹島（現在の鬱陵島）への立ち入り禁止を保証させた（竹島一件）。また通信使を3度派遣し（1682年・1711年・1719年）、倭銀使用条例を定めることで倭館貿易を整備させた。その他にも死六臣の名誉回復（1691年）や王位を奪われて亡くなった魯山君を復位させて端宗という諡号を贈った（1698年）ほか、廃庶人となった昭顕世子嬪姜氏（粛宗の祖父の孝宗の兄の昭顕世子の妃）を愍懐嬪に復位（1720年）させた。
しかし、粛宗の王権強化政策は、政治勢力を徹底的に利用しなければならない側面があるため、絶対的王権は粛宗の治世で終わりとなり、粛宗のように力強い王権を持った王は二度と出なくなった。
1720年、60歳で薨去。在位期間は46年。御陵は西五陵の一つである明陵。
朝鮮王朝の国王の中でも屈指の切れ者であったが、我儘で独善的な性格の変わり者で王宮内で騒動と化した女性トラブルも多かった。また、本人なりに王宮の秩序を保とうと「側室から王妃に昇格できないようにせよ」という法律を作ったが、側室からすれば彼女達の夢をぶち壊しにするような法律であった。法律を作った経緯として、1701年に禧嬪張氏が仁顕王后を呪詛して賜死を遂げた事件が関わっている。
清から贈られた諡号は、「僖順王」である。諡号に「従う順」の文字を使用しており、朝鮮国王は従順であって欲しいという清の希望を読み取れるが、この諡号は、治世中の公式記録から徹底して取り除かれており、『朝鮮王朝実録』、朝鮮国王の行状、『陵誌文』といったほとんど全ての公式記録から取り除かれ、外交文書以外にはほとんど使用されなかった。『朝鮮王朝実録』は、清から諡号を授かった事実を記録するのみで贈られた諡号を記録していない。その理由は、「夷狄」とみなした清からの諡号を恥辱に感じていたからであり、表向きは清に対して朝貢・冊封の事大をおこない、恭順の姿勢を装うが、清に対する反発が拭い難く根付いていた。

## 家系
- 祖父: 孝宗（1619年 - 1659年）
- 祖母: 仁宣王后張氏（1619年 - 1674年）
- 父: 顕宗（1641年 - 1674年）
- 母: 明聖王后金氏（1642年 - 1684年）
  - 姉: 明善公主（朝鮮語版）（1660年 - 1673年）
  - 妹: 明恵公主（朝鮮語版）（1665年 - 1673年）
  - 妹: 明安公主 李温姫[4]（1667年 - 1687年）

### 宗室
- 正室: 仁敬王后金氏（1661年 - 1680年）- 光城府院君金万基（朝鮮語版）の娘
  - 公主（1677年[5] - 1678年[6]）
  - 公主（1679年[7] - 早世[8]）
- 継室: 仁顕王后閔氏（1667年 - 1701年）- 驪陽府院君閔維重（朝鮮語版）の娘。己巳換局の際廃位されたが後復位
  - 子女なし
- 継室: 仁元王后金氏（1687年 - 1757年）- 慶恩府院君金柱臣（朝鮮語版）の娘
  - 子女なし
- 後宮: 禧嬪張氏（1659年 - 1701年）- 議政府領議政張炯（朝鮮語版）の娘。仁顕王后廃位後継室となったが復位後嬪に降格、後廃位され賜死
  - 景宗 李昀（1688年 - 1724年）- 第20代国王
  - 大君（1690年[9] - 同年薨去[10]）
- 後宮: 淑嬪崔氏（1670年 - 1718年）- 贈領議政崔孝元の娘
  - 王子 李永寿（朝鮮語版）（1693年[11] - 同年薨去[12]）
  - 英祖 李昑（1694年 - 1776年）- 第21代国王
  - 王子（1698年[13] - 同日薨去[14]）
- 後宮: 䄙嬪朴氏（朝鮮語版）（生年不明 - 1703年[15]）
  - 延齢君 李昍（1699年 - 1719年）
- 後宮: 寧嬪金氏（朝鮮語版）（1669年 - 1735年[16]）- 成川副使金昌国の娘
  - 子女なし
- 後宮: 貴人金氏（1690年 - 1735年[17]）
  - 子女なし[17]
- 後宮: 昭儀劉氏（朝鮮語版）（生年不明 - 1707年[18]）
  - 子女なし[18]

## 粛宗が登場する作品
映画
- 張禧嬪（1961年、日本未公開） - 演：キム・ジンギュ
- 妖花張禧嬪（1968年、日本未公開） - 演：シン・ソンイル
- 宮女（クンニョ）（2007年） - 演：キム・ハクソン

テレビドラマ
- 張禧嬪（1971年、MBC、日本未公開） - 演：パク・クニョン
- 張禧嬪（1981年、MBC、日本未公開） - 演：ユ・インチョン
- 朝鮮王朝500年 仁顕王后（1988年、MBC、日本未公開） - 演：カン・ソグ
- 妖婦 張禧嬪（1995年、SBS） - 演：イム・ホ
- 張禧嬪［チャン・ヒビン］（2002年-2003年、KBS） - 演：チョン・グァンリョル
- トンイ（2010年、MBC） - 演：チ・ジニ（日本語吹き替え版声優：井上倫宏）
- イニョン王妃の男（2012年、tvN） - 演：ソ・ウジン
- チャン・オクチョン-張禧嬪-（2013年、SBS） - 演：ユ・アイン（日本語吹き替え版声優：岸尾だいすけ）
- テバク〜運命の瞬間〜（2016年、SBS） - 演：チェ・ミンス
- ヘチ 王座への道（2019年、SBS） - 演：キム・ガプス（日本語吹き替え版声優：佐々木勝彦）